# Himalayabambusångare
Ej att förväxla med himalayasångare (Phylloscopus chloronotus).
Himalayabambusångare (Phylloscopus whistleri) är en liten asiatisk fågel i familjen lövsångare inom ordningen tättingar.

## Kännetecken

### Utseende
Himalayabambusångare är liksom alla bambusångare en medelstor (12-13 cm) lövsångare med bred näbb, kraftiga borst kring näbben, gul undersida, grön ovansida och grått huvud med mörkare längsgående hjässband. Den skiljer sig från liknande arterna gråkronad, systerbambusångare och bergbambusångare genom ett grönaktigt centralt hjässband med grå streck, ett tydligt gult vingband och mycket vitt i stjärten.

### Läten
Sången är mycket lik bergbambusångare, en serie korta fraser med färre än tio mjuka visslande toner i varje, men saknar dennes mjuka inledningston. Lätet är ett mjukt och djupt "tiu'du".

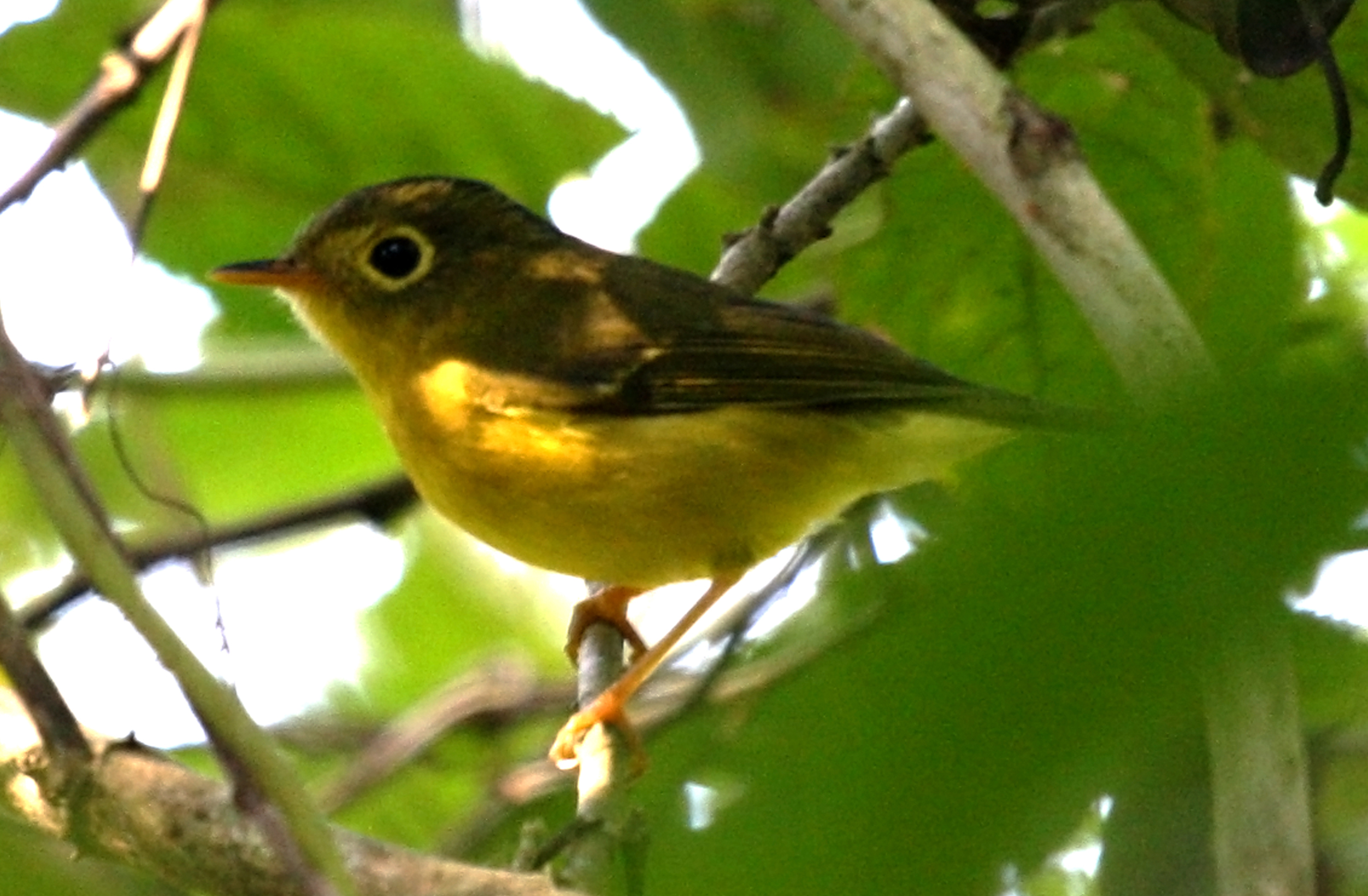
Himalayabambusångare i Assam.

## Utbredning och systematik
Himalayabambusångare delas in i två underarter:
- Phylloscopus whistleri whistleri – förekommer i Himalaya från norra Pakistan österut till nordöstra Indien (Arunachal Pradesh) och södra Kina (sydöstra Xizang)
- Phylloscopus whistleri nemoralis – förekommer i nordöstra Indien (Lushai Hills i Mizoram och Naga Hills i Nagaland) samt i nordvästra och västra Myanmar

Fågeln behandlades tidigare som underart till grönkronad bambusångare. Underarten nemoralis har behandlats som en egen art baserat på dräktskillnader, men dessa anses relativt små och möjligen klinala, och sången verkar identisk.

### Släktestillhörighet
Bambusångarna placeras traditionellt i släktet Seicercus. DNA-studier visar dock att arterna i Seicercus inte är varandras närmaste släktingar, där vissa arter istället står närmare arter i Phylloscopus. Olika auktoriteter hanterar detta på olika vis. De flesta expanderar numera Phylloscopus till att omfatta hela familjen lövsångare, vilket är den hållning som följs här. Andra flyttar ett antal Phylloscopus-arter till ett expanderat Seicercus.

### Familjetillhörighet
Lövsångarna behandlades tidigare som en del av den stora familjen sångare (Sylviidae). Genetiska studier har dock visat att sångarna inte är varandras närmaste släktingar. Istället är de en del av en klad som även omfattar timalior, lärkor, bulbyler, stjärtmesar och svalor. Idag delas därför Sylviidae upp i ett antal familjer, däribland Phylloscopidae. Lövsångarnas närmaste släktingar är familjerna cettior (Cettiidae), stjärtmesar (Aegithalidae) samt den nyligen urskilda afrikanska familjen hylior (Hyliidae).

## Status och hot
Arten har ett stort utbredningsområde, men tros minska i antal, dock inte tillräckligt kraftigt för att den ska betraktas som hotad. Internationella naturvårdsunionen IUCN listar arten som livskraftig (LC). Världspopulationen har inte uppskattats men den beskrivs som lokalt mycket vanlig.

## Levnadssätt
Himalayabambusångare förekommer i städsegrön skog och bambustånd på mellan 2000 och 2750 meters höjd. Den födosöker mestadels i undervegeationen efter insekter som flugor och deras larver. Fågeln häckar mellan maj och juni och bygger ett kupolformat bo med sidoingång som placeras på marken, vari den lägger fyra vita ägg. Arten är stannfågel och höjdledsflyttare som rör sig till lägre nivåer vintertid.

## Namn
Fågelns vetenskapliga artnamn hedrar Hugh Whistler (1889-1943), indisk polis verksam i Provinsen Punjab 1909-1932 men också, och mer relevant i sammanhanget, samlare och naturforskare. Tidigare kallades den Whistlers bambusångare även på svenska, men tilldelades 2023 ett mer informativt namn av BirdLife Sveriges taxonomikommitté.